# غبار التوازن
غبار التوازن هو بنية من كربونات الكلسيوم توجد في الكُيَيس أو القُرَيبة في الأذن الداخلية، وتحديداً في الجهاز الدهليزي في الفقاريات. تسمح للكائن الحي، والبشر منهم، بإدراك التسارع الخطي، أفقياً ورأسياً. وقد عُثر عليها في الفقاريات المنقرضة والموجودة.